# かも川手延素麺
かも川手延素麺株式会社（かもがわてのべそうめん）は、岡山県浅口市鴨方町に本社を置く製麺業者である。

## 沿革
岡山県浅口市鴨方町では江戸時代後期から手延べ麺づくりが盛んだった。藤原寅太郎は手延素麺の集荷・販売を行っていたが、自ら麺の製造を行うことを思い立つ。1972年に会社を設立し、1974年に日本初の手延べ麺大型工場がオープンした。創業当初は生地を足で踏むなど人の手による作業が多かったが、手延べの工程を再現する機械を地元鉄工所とともに開発。ほとんどの作業を自動化することに成功した。なお、社名は「手延べ素麺」であるが、実際には「手延べうどん」が主力商品になっている。
2006年には、手延べ麺直売所兼飲食店として「麺蔵人」をオープンした。

## イベント
- 麺蔵人では毎年無料のそうめん流しが行われている。中元や店舗でのPRを目的としたもので、6月から8月の土日に開催される[4][5]。

## 商品
- 手延そうめん
- 手延うどん
  - 生麺
    - 一番のばしうどん 生
    - 長生うどん
    - たまかけうどん

  - 乾麺
    - 一番のばしうどん
    - 乱短
    - 唐がらしうどん チョイ辛